# The Writer
«The Writer»—en español: «El escritor»— es una canción interpretada por la cantante y compositora Ellie Goulding, incluida en su primer álbum de estudio, Lights. Goulding se mudó a Londres y en su cuarto, con una guitarra, creó «The Writer». Polydor Records la lanzó como el cuarto sencillo del álbum el 8 de agosto de 2010.

## Antecedentes
«The Writer» es una canción compuesta por Goulding con Jonny Lattimer y producida por Starsmith. En una entrevista, la cantante dijo que «The Writer» «es la canción más personal que he escrito. Es acerca de cómo harías cualquier cosa y [sobre cómo] cambiarías absolutamente todo de ti si es necesario, sólo para ser notado por esa persona».

## Comentarios de la crítica
«The Writer» recibió comentarios positivos de los críticos. Polly Vernon de The Observer la nombró «la canción de amor del verano» y la llamó «preciosa, elocuente y franca». Además, describió a la voz de la cantante como «suave y "espectral", sin ser empalagosa gracias a su parecido con la de Björk». OddOne del sitio Unreality Shout dijo que Goulding «ninguna vez ha sonado más cariñosa que en esta canción de amor», pero notó que «siendo su primera balada, cae en algunos obstáculos: aunque su voz susurrante tal vez aparece para conectar la emoción entre los dos estribillos finales, en realidad se siente un poco como si va a regresar a su persona fría, sin hacer que la emoción esté claramente definida pese a la letra muy tranquilizadora». Ryan Love de Digital Spy la calificó con tres de cinco estrellas y dijo que «la producción típicamente chispeante de Starsmith deja que la voz [de la cantante] brille». Michael Cragg de musicOMH comparó a la canción con la música de Dido «con un respaldo más four-to-the-floor». Stephen Troussé de Pitchfork Media le dio una crítica negativa al sencillo, ya que lo llamó «ruidoso».

## Recepción comercial

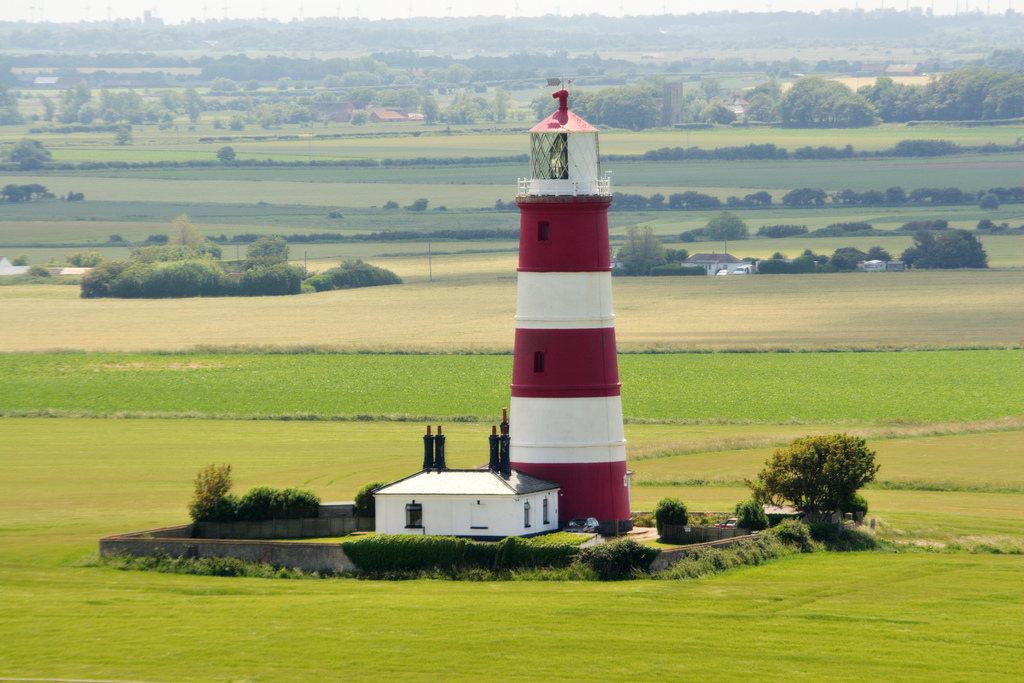
El faro de Happisburg, donde se realizó la filmación del vídeo musical.

«The Writer» entró en las listas de algunos países de Europa. En la semana del 24 de julio de 2010 apareció por primera en la lista UK Singles Chart en la posición 101. La siguiente semana entró en las 100 primeras posiciones, en el número sesenta y ocho. En su quinta semana en la lista, alcanzó la posición diecinueve, ya que vendió 12 446 copias. En Escocia, entró en las primeras cuarenta posiciones del Scottish Singles Chart en el número treinta y cinco. En la siguiente semana, subió hasta la posición diecisiete. La canción permaneció en las primeras cuarenta posiciones en las siguientes tres ediciones.

## Vídeo musical
Chris Cottam dirigió el vídeo musical de «The Writer». La filmación se realizó en el faro de Happisburg en Norfolk, Reino Unido, en junio de 2010. Goulding lo publicó en su canal de YouTube el 9 de julio de 2010. La trama del vídeo consiste en escenas donde Goulding aparece caminando en la cima de un campo y subiendo hasta la cima del faro de Happisburg.